# Борго дел Пасо (Ферара)
Борго дел Пасо (итал. Borgo del Passo) је насеље у Италији у округу Ферара, региону Емилија-Ромања.
Према процени из 2011. у насељу је живело 94 становника. Насеље се налази на надморској висини од 3 м.